# Philipp Markhardt
Philipp Markhardt (* 29. März 1980 in Hamburg) ist ein deutscher Autor und früherer Ultra.
Markhardt wuchs in Hamburg auf. Als Fan des Hamburger Sport-Vereins (HSV) war er 1999 an der Gründung der Ultra-Gruppe Chosen Few beteiligt und blieb bis zu deren Auflösung 2015 einer ihrer führenden Mitglieder. Bundesweit bekannt wurde er als Sprecher der Fanorganisation ProFans. Nach der Ausgliederung der Profi-Mannschaft des HSV in die HSV Fußball AG & Co. KGaA, gegen die er sich mit anderen engagiert hatte, wandte sich Markhardt vom HSV, dessen Mitglied er 19 Jahre war, ab. Mit weiteren gründete er im Jahr 2014 den Verein HFC Falke und gehörte bis 2018 als Beisitzer dem Vorstand an.
Seit 2021 ist er Pressesprecher von Altona 93. Als Redakteur ist er für die Hamburger Morgenpost tätig.
Seine Bücher befassen sich mit Fußball, Fankultur und Wandern.
Mit seiner Familie lebt Markhardt in Hamburg-Stellingen.

## Werke
- Einfach Hamburg! 30 Highlights, Ideen und überraschende Tipps für spontane Entdecker. Bruckmann Verlag, München 2025, ISBN 978-3-7343-3293-7.
- Komm, lass uns wandern. Hamburger Umland, Altes Land, Lüneburger Heide, Ostseeküste. Emons Verlag, Köln 2022, ISBN 978-3-7408-1815-9.
- 9 Uhr morgens, roter Rasen. Warum Amateurfußball die wahre Königsklasse ist. Schwarzkopf & Schwarzkopf, Berlin 2018, ISBN 978-3-942665-41-4.
- Philipp Markhardt u. a. (Hrsg.): 111 Gründe, den Hamburger SV zu lieben. Schwarzkopf & Schwarzkopf, Berlin 2018, ISBN 978-3-86265-419-2.
- How to survive ohne Fussball. Wie man ohne Bundesliga überleben kann. Schwarzkopf & Schwarzkopf, Berlin 2016, ISBN 978-3-86265-567-0.
- Philipp Markhardt u. a. (Hrsg.): Kinder der Westkurve. Die Geschichte der HSV-Fans. Hamburger Schriftmanufaktur, Hamburg 2012, ISBN 978-3-00-039323-5.
- Philipp Markhardt/Malte Meyer (Hrsg.): HSV Tattoos. Fürs Leben gezeichnet. HSV Supporters Club, Hamburg 2008, ISBN 978-3-00-026031-5.